# 福島県道24号中の沢熱海線
福島県道24号中の沢熱海線（ふくしまけんどう24ごう なかのさわあたみせん）は、福島県耶麻郡猪苗代町から郡山市に至る県道（主要地方道）である。

## 概要
かつては福島県道路公社の運営する高森熱海有料道路（母成グリーンライン）だった。猪苗代側には中ノ沢温泉が広がる。

### 路線データ
- 総延長： 21.258 km[要出典]
- 実延長：21.258 km[要出典]
- 起点：耶麻郡猪苗代町若宮（国道115号交点）
- 終点：郡山市熱海町（国道49号交点）

### 道路施設
湯川橋
- 全長：42.2m
- 幅員：9.5m
- 竣工：1975年[1]

猪苗代町若宮字村東丙から蚕養字沼尻山甲に至り、一級水系阿賀野川水系高森川を渡る。橋上は上下対向2車線で供用され、上り線側に歩道が設置されている。上流側には水管橋が並行してかかる。
赤留橋
- 全長：39.7m
- 幅員：7.5m
- 竣工：1975年[1]

猪苗代町蚕養字沼尻山甲から字日影山乙に至り、一級水系阿賀野川水系赤留沢を渡る。橋上は上下対向2車線で供用され歩道は設置されていない。

## 歴史
- 1971年（昭和46年）6月26日 - 建設省告示第1069号が公布され、福島県道中の沢温泉線の一部、中の沢熱海線、本宮熱海線の一部が主要地方道中の沢熱海線に指定され、福島県によって県道路線に認定される[2]。
- 1976年（昭和51年）9月1日 - 高森熱海有料道路供用開始。
- 1993年（平成5年）5月11日 - 建設省から、県道中の沢熱海線が中の沢熱海線として主要地方道に指定される[3]。
- 2006年（平成18年）9月1日 - 高森熱海有料道路無料開放。

## 地理

### 通過する自治体
- 耶麻郡猪苗代町
- 郡山市

### 交差する道路
- 猪苗代町内
  - 国道115号（起点）
- 郡山市内
  - 福島県道146号石筵本宮線（郡山市熱海町石筵松葉）
  - 磐越自動車道（磐梯熱海IC）
  - 国道49号熱海バイパス・福島県道8号本宮熱海線（熱海バイパス中央交差点）

### 沿線にある施設など
- 磐梯熱海温泉
- 郡山石筵ふれあい牧場
- 銚子ケ滝
- 母成峠
- 中ノ沢温泉